# أوغاد مجهولون
أوغاد مجهولون (بالإنجليزية: Inglourious Basterds)‏ هو فيلم حرب أُنتج عام 2009 من تأليف وإخراج كوينتن تارانتينو ويقوم ببطولته براد بيت وكريستوف فالتز وميلاني لوران. الفيلم يروي قصة تاريخة بديلة حول حبكتين لاغتيال القيادة السياسية لألمانيا النازية، الأولى خططت بواسطة شابة يهودية فرنسية تملك دار عرض سينمائية والأخرى بواسطة فريق من المجندين اليهود يقوده الملازم ألدو راين براد بيت.

## مرحلة الإنتاج
عكف تارانتينو أكثر من عشرة سنوات على كتابة سيناريو الفيلم قبل البدء في إنتاجه فعلياً في أكتوبر 2008. تم تصوير الفيلم في ألمانيا بميزانية إنتاج 70 مليون دولار أمريكي. عُرض أوغاد مجهولون لأول مرة في 20 مايو 2009 في مهرجان كان السينمائي الثاني والستين حيث تنافس على جائزة السعفة الذهبية المرموقة. تم إطلاق الفيلم جماهيرياً في دور العرض الأمريكية والأوروبية في أغسطس 2009 بواسطة شركتي إستوديوهات يونيفيرسال وشركة وينشتاين.

## الأصداء
حقق الفيلم أرباحاً تجاوزت 321 مليون دولار أمريكي في دور العرض حول العالم مما جعله ثاني أعلى أفلام تارانتينو دخلاً بعد جانغو الحر. تلقى الفيلم عدة جوائز وترشحيات، من ضمنها ثماني ترشحيات لجوائز أوسكار، من ضمنها واحدة كأفضل فيلم. ربح كريستوف فالتز لدوره كهانز لاندا جائزة أفضل ممثل في مهرجان كان السينمائي وجائزة الجولدن جلوب وجائزة الأوسكار لأفضل ممثل مساعد.

## وصلات خارجية
- الموقع الرسمي
- أوغاد مجهولون على موقع IMDb (الإنجليزية)
- أوغاد مجهولون على موقع ميتاكريتيك (الإنجليزية)
- أوغاد مجهولون على موقع الموسوعة البريطانية (الإنجليزية)
- أوغاد مجهولون على موقع روتن توميتوز (الإنجليزية)
- أوغاد مجهولون على موقع نتفليكس (الإنجليزية)
- أوغاد مجهولون على موقع قاعدة بيانات الأفلام العربية
- أوغاد مجهولون على موقع ألو سيني (الفرنسية)
- أوغاد مجهولون على موقع Turner Classic Movies (الإنجليزية)
- أوغاد مجهولون على موقع أول موفي (الإنجليزية)
- أوغاد مجهولون على موقع بوكس أوفيس موجو (الإنجليزية)